# علي أحمد أغبش
علي 

## النشأة والتعليم
وُلد في قرية الحميدية، محافظة الجدعة، ولاية البطحاء. حصل على مجموعة من المؤهلات العلمية:
- دورة ضباط قياديين - العراق (1996-1997)
- بكالوريوس علوم سياسية - جامعة بغداد (1998-2002)
- ماجستير دراسات استراتيجية (قيد التحضير) - جامعة الزعيم الأزهري منذ 2022
- دبلوم عالٍ في المحاسبة
- دبلوم كمبيوتر - معهد الدراسات العالية، الكويت عام(2014)
- دبلوم إدارة أعمال - معهد الدراسات العالية عام (2016)
- دبلوم في الإعلام الدولي - معهد الدراسات الدبلوماسية بوزارة الخارجية السودانية عام(2005)
- دبلوم في العلاقات الدولية - معهد جيت، القاهرةعام (2018)

## المناصب المهنية
- مستشار خاص لرئيس الجمهورية (2008-2012م)
- سفير تشاد في السودان والكويت (2013-2019م) [1][2]
- والي ولاية شاري الأوسط (سبتمبر 2021 - أكتوبر 2023)
- النائب الثاني للقائد العام للقوات المسلحة (مارس - أكتوبر 2024) [3]
- وزير الأمن العام والهجرة (من أكتوبر 2024 حتى الآن)

أدار عدة ملفات تتعلق بإعادة دمج المسرحين من القوات المسلحة، وكان عضوًا في لجنة إعادة الهيكلة الخاصة بالقوات العسكرية.